# STS-41-G
STS-41-G var den trettonde flygningen i det amerikanska rymdfärjeprogrammet och den sjätte i ordningen för rymdfärjan Challenger. Den sköts upp från Pad 39A vid Kennedy Space Center i Florida den 5 oktober 1984. Efter drygt åtta dagar i omloppsbana runt jorden återinträdde rymdfärjan i jordens atmosfär och landade vid Kennedy Space Center.

## Start och landning
Starten skedde klockan 07:03 (EDT) 5 oktober 1984 från Pad 39A vid Kennedy Space Center i Florida. Landningen skedde klockan 12:26 (EDT) 13 oktober 1984 vid Kennedy Space Center.

## Uppdragets mål
Bland uppdragen för denna flygning kan märkas placering av Earth Radiation Budget Satellite (ERBS), Shuttle Imaging Radar-B (SIR-B) i omloppsbana, samt att bevisa att ett system för bränslepåfyllnad i omloppsbana, Orbital Refueling System (ORS) är fullt möjligt.